# Meng Haoran
Meng Haoran (cinese: 孟浩然; pinyin: Mèng Hàorán; Wade-Giles: Meng Hao-jan; giapponese: 孟 浩然; 689 – 740) è stato un poeta cinese vissuto al tempo della dinastia Tang.

## Biografia
Meng Haoran nacque nell'ordierna Xiangyang, nella provincia dello Hubei. Ebbe una carriera ufficiale breve, e ricoprì una sola posizione. Visse nell'area di Xiangyang per quasi tutta la sua esistenza, ed il paesaggio circostante è elemento centrale nelle sue poesie.
A Chang'an fu ospite del poeta, pittore e calligrafo Wang Wei (699-759 ca). È spesso associato al collega Li Bai, suo grande ammiratore, che gli dedicò vari versi.

## Poetica
Le opere di Meng Haoran si incentrano principalmente su paesaggi naturali in cui il poeta ha la possibilità di esprimere amarezza, rimpianto, solitudine, ma anche leggerezza, nel caso in cui vi fosse compagnia umana. A questo proposito, non sono infatti esenti commiati nella sua produzione.
Quindici delle sue poesie sono state inserite nell'antologia Trecento poesie Tang, stilata nel 1763 da Sun Zhu.